# Liste du patrimoine mondial en Jordanie
Cet article recense les sites inscrits au patrimoine mondial en Jordanie.

## Statistiques
La Jordanie ratifie la Convention pour la protection du patrimoine mondial, culturel et naturel le 5 mai 1975. Le premier site protégé est inscrit en 1981.
En 2024, la Jordanie compte 7 sites inscrits au patrimoine mondial, 6 culturels et 1 mixte. Elle a en outre proposé, et obtenu en 1981, l'inscription du bien Vieille ville de Jérusalem et ses remparts en Israël.
Le pays a également soumis 12 sites à la liste indicative, 9 culturels, 1 naturel et 2 mixtes.

## Listes

### Patrimoine mondial
Les sites suivants sont inscrits au patrimoine mondial :
| Id.  | Site                                                          | Gouvernorat | Année | Superficie (ha) | Critères et notes          | Coordonnées                           | Illus. |
| ---- | ------------------------------------------------------------- | ----------- | ----- | --------------- | -------------------------- | ------------------------------------- | ------ |
| 689  | As-Salt – lieu de tolérance et d’hospitalité urbaine          | Balqa       | 2021  | 24,68           | Culturel, (ii), (iii)      | 32° 02′ 33,4″ nord, 35° 43′ 41,9″ est |        |
| 326  | Pétra                                                         | Ma'an       | 1985  |                 | Culturel, (i), (iii), (iv) | 30° 19′ 52″ nord, 35° 26′ 35″ est     |        |
| 327  | Qusair Amra                                                   | Zarqa       | 1985  |                 | Culturel, (i), (iii), (iv) | 31° 48′ 07″ nord, 36° 35′ 10″ est     |        |
| 1446 | Site du baptême « Béthanie au-delà du Jourdain » (Al-Maghtas) | Balqa       | 2015  | 294             | Culturel, (i), (iii), (iv) | 31° 50′ 13″ nord, 35° 32′ 49″ est     |        |
| 1093 | Um er-Rasas (Kastrom Mefa'a)                                  | Amman       | 2004  | 24              | Culturel, (i), (iv), (vi)  | 31° 30′ 07″ nord, 35° 55′ 16″ est     |        |
| 1721 | Umm Al-Jimāl                                                  | Mafraq      | 2024  | 42,584          | Culturel, (iii)            | 32° 19′ 37″ nord, 36° 22′ 12″ est     |        |
| 1377 | Zone protégée du Wadi Rum                                     | Aqaba       | 2011  | 74 180          | Mixte, (iii), (v), (vii)   | 29° 38′ 24″ nord, 35° 26′ 02″ est     |        |

| Id. | Site                                       | Subdivision | Année | Superficie (ha) | Critères et notes | Coordonnées                       | Illus. |
| --- | ------------------------------------------ | ----------- | ----- | --------------- | --- | --------------------------------- | ------ |
| 148 | Vieille ville de Jérusalem et ses remparts | Jérusalem   | 1981  |                 | Culturel, (ii), (iii), (vi) Site proposé par la Jordanie. Site inscrit sur la liste du patrimoine mondial en péril en 1982. Jérusalem — dont le statut international ne fait pas l'objet d'un consensus — est un site proposé par la Jordanie. Il est catalogué de façon séparée par l'Unesco, avec la mention du pays ayant fait cette proposition. Inscrit au patrimoine mondial en 1981, le site est intitulé « Vieille ville de Jérusalem et ses remparts ». Il s'agit d'un site culturel. | 31° 46′ 59″ nord, 35° 13′ 01″ est |        |

### Liste indicative
Les sites suivants sont inscrits sur la liste indicative.
| Site                                                                          | Gouvernorat | Type                           | Date | Superficie (ha) | Lien | Notes | Coordonnées                           | Illus. |
| ----------------------------------------------------------------------------- | ----------- | ------------------------------ | ---- | --------------- | ---- | ----- | ------------------------------------- | ------ |
| Abila (actuelle Qweilbeh)                                                     | Irbid       | Culturel (i), (iii), (iv)      | 2001 |                 | 1557 |       | 32° 40′ 59″ nord, 35° 52′ 08″ est     |        |
| Al Qastal                                                                     | Amman       | Culturel (i), (iii), (iv)      | 2001 |                 | 1550 |       | 31° 44′ 49″ nord, 35° 56′ 10″ est     |        |
| Château de Shaubak                                                            | Ma'an       | Culturel (i), (iii), (iv)      | 2001 |                 | 1552 |       | 30° 31′ 53″ nord, 35° 33′ 39″ est     |        |
| Gadara (actuelle Umm Qeis)                                                    | Irbid       | Culturel (i), (iii), (iv)      | 2001 |                 | 1558 |       | 32° 39′ 22″ nord, 35° 40′ 48″ est     |        |
| Le sanctuaire d'Agios Lot, Deir 'Ain 'Abata                                   |             | Culturel (i), (iii), (iv)      | 2001 |                 | 1551 |       |                                       |        |
| Pella (actuelle Tabaqat Fahil)                                                | Irbid       | Culturel (i), (iii), (iv)      | 2001 |                 | 1554 |       | 32° 26′ 56″ nord, 35° 36′ 54″ est     |        |
| Qasr Al-Mushatta                                                              |             | Culturel (i), (iii), (iv)      | 2001 |                 | 1555 |       |                                       |        |
| Qasr Bshir                                                                    | Amman       | Culturel (i), (iii), (iv)      | 2001 |                 | 1553 |       | 31° 20′ 14,1″ nord, 35° 58′ 51,5″ est |        |
| Ville archéologique de Gérasa (ancienne zone de rencontre entre Est et Ouest) | Jerash      | Culturel (iii), (iv)           | 2004 |                 | 1856 |       | 32° 16′ 44″ nord, 35° 53′ 24″ est     |        |
| Réserve naturelle de Mujib                                                    | Karak       | Naturel (vii), (viii)          | 2007 |                 | 5158 |       | 31° 27′ 58″ nord, 35° 34′ 23″ est     |        |
| Azraq                                                                         | Zarqa       | Mixte (iv), (v), (x)           | 2007 |                 | 5156 |       | 31° 49′ 59″ nord, 36° 49′ 01″ est     |        |
| Réserve de biosphère de Dana                                                  | Tafilah     | Mixte (iv), (vii), (viii), (x) | 2007 |                 | 5155 |       | 30° 39′ nord, 35° 36′ est             |        |